# Liu Xianying
Liu Xianying (chinesisch 刘显英, Pinyin Liú Xiányīng, * 8. Juli 1977 in Ji’an, Jilin) ist eine ehemalige chinesische Biathletin. Sie war Spezialistin für die Verfolgung und den Massenstart.
Liu begann 1991 mit dem Biathlon und gehört seit 1996 zum chinesischen Nationalteam. Die in Dalian lebende, verheiratete Sportsoldatin wird von Wang Weiyi und Klaus Siebert trainiert und startet für Army Ski. Sie debütierte 1997 beim Weltcup in Nagano. Im ersten Rennen belegte sie den 48. Platz im Sprint. Mit der Staffel kam sie im anschließenden Rennen auf einen überraschenden dritten Platz und somit erstmals aufs Siegerpodest. 2003 in Kontiolahti kam sie erstmals in einem Einzelrennen unter die Top 10 (Platz 9 im Sprint). Ihre beste Platzierung war ein zweiter Platz in der Verfolgung im Weltcup von Ruhpolding 2005. Im Gesamtweltcup wurde sie in der Saison 2004/05 Sechste, 2003/04 16. und 2005/06 19.
1998, 2002, 2006 und 2010 nahm Liu an Olympischen Spielen teil. 1998 wurde sie in Nagano nur in der Staffel, 2002 in Salt Lake City zudem im Einzel und Sprint eingesetzt. In Turin 2006 trat sie in allen fünf Rennen an und kam im Sprint auf einen 11., in der Verfolgung auf einen 9. und im Massenstart auf einen 7. Platz. In Vancouver 2010 war ein 20. Platz im Einzel ihr bestes Ergebnis. Seit 2000 nahm sie an allen Weltmeisterschaften teil. Besonders erfolgreich war sie 2005 in Hochfilzen, wo sie in der Verfolgung Silber hinter Uschi Disl gewann. Hinzu kamen ein vierter Platz im Massenstart sowie ein fünfter Platz im Sprint.

## Biathlon-Weltcup-Platzierungen
Die Tabelle zeigt alle Platzierungen (je nach Austragungsjahr einschließlich Olympische Spiele und Weltmeisterschaften).
- 1.–3. Platz: Anzahl der Podiumsplatzierungen
- Top 10: Anzahl der Platzierungen unter den ersten zehn (einschließlich Podium)
- Punkteränge: Anzahl der Platzierungen innerhalb der Punkteränge (einschließlich Podium und Top 10)
- Starts: Anzahl gelaufener Rennen in der jeweiligen Disziplin
- Staffel: inklusive Mixed- und Single-Mixed-Staffeln

| Platzierung                      | Einzel | Sprint | Verfolgung | Massenstart | Staffel | Gesamt |
| -------------------------------- | ------ | ------ | ---------- | ----------- | ------- | ------ |
| 1. Platz                         |        |        |            |             |         |        |
| 2. Platz                         |        |        | 2          |             | 1       | 3      |
| 3. Platz                         |        | 1      | 1          |             | 4       | 6      |
| Top 10                           | 6      | 14     | 15         | 6           | 40      | 81     |
| Punkteränge                      | 23     | 47     | 37         | 21          | 48      | 176    |
| Starts                           | 36     | 88     | 58         | 21          | 53      | 256    |
| Stand: nach der Saison 2009/2010 |        |        |            |             |         |        |